# Vandélicourt
Vandélicourt ist eine französische Gemeinde mit 257 Einwohnern (Stand: 1. Januar 2022) im Département Oise in der Region Hauts-de-France. Sie gehört zum Arrondissement Compiègne und zum Kanton Thourotte (bis 2015: Kanton Ribécourt-Dreslincourt). Die Einwohner werden Vandélicourtois genannt.

## Geographie
Vandélicourt liegt etwa zwölf Kilometer nördlich von Compiègne am Matz, der die Gemeinde im Norden begrenzt. Umgeben wird Vandélicourt von den Nachbargemeinden Margny-sur-Matz im Norden und Nordwesten, Élincourt-Sainte-Marguerite im Norden und Nordosten, Marest-sur-Matz im Osten, Villers-sur-Coudun im Süden, Vignemont im Südwesten sowie Marquéglise im Westen.

## Bevölkerungsentwicklung
| Jahr      | 1962 | 1968 | 1975 | 1982 | 1990 | 1999 | 2006 | 2013 |
| Einwohner | 147  | 141  | 194  | 211  | 206  | 202  | 224  | 292  |

## Persönlichkeiten
- Louis Barbier (1593–1670), Bischof von Langres